# Милан Томић (глумац)
Милан Томић (Винковци, 10. март 1979) српски је глумац.

## Биографија
Милан Томић је рођен у Винковцима, 10. марта 1979. године. Глуму је дипломирао на Академији уметности БК, у класи професора Циге Јеринића. Поред позоришних улога остварио је запажене улоге и у телевизијским серијама и филмовима.

## Филмографија
| Год.       | Назив                       | Улога              |
| ---------- | --------------------------- | ------------------ |
| 2000-те    |                             |                    |
| 2001.      | Све је за људе              |                    |
| 2006.      | Условна слобода             | Добрица            |
| 2006.      | Оптимисти                   | Болничар           |
| 2007.      | Хадерсфилд                  | радник на отпаду   |
| 2007.      | Увођење у посао             | други официр       |
| 2007.      | Оно наше што некад бејаше   |                    |
| 2008.      | Милош Бранковић             | шеф агенције       |
| 2008.      | Последња аудијенција        |                    |
| 2009.      | Свети Георгије убива аждаху | жандарм            |
| 2009.      | Ђавоља варош                | фармер             |
| 2009.      | Медени месец                |                    |
| 2010-те    |                             |                    |
| 2009-2010. | Грех њене мајке (ТВ серија) | учитељ             |
| 2010.      | Шесто чуло (ТВ серија)      |                    |
| 2011.      | Бели лавови                 | портир             |
| 2006–2011. | Бела лађа                   | Станимир Стојковић |
| 2012.      | Кад сване дан               |                    |